# Franck Raviot
Franck Raviot (* 12. Juli 1973 in Saint-Rémy-de-Provence) ist ein ehemaliger Fußballtorhüter. Mittlerweile arbeitet er als Torwarttrainer, seit 2010 ist er für die Torhüter der französischen A-Nationalmannschaft zuständig und gehörte dabei zum Trainerteam beim Gewinn des Weltmeistertitels 2018.

## Sportlicher Werdegang
Raviot rückte Anfang der 1990er Jahre aus der Jugendabteilung des RC Lens in die Wettkampfmannschaft auf. Dabei blieb ihm als Ersatzmann des späteren Bundesliga-Profis Guillaume Warmuz nur die Rolle des Ergänzungsspielers. 1994 wechselte er zum Ligakonkurrenten FC Martigues, hier blieb ihm hinter Éric Durand jedoch ebenfalls nur die Rolle des Ersatzmanns. Am letzten Spieltag der Spielzeit 1994/95 debütierte er in der Division 1, als Trainer René Exbrayat ihn beim abschließenden Saisonspiel gegen Paris Saint-Germain auflaufen ließ. Die 0:3-Niederlage im Parc des Princes blieb sein einziges Erstligaspiel, nach dem Abstieg des Klubs aus der ersten Liga im Sommer 1997 beendete er seine Profilaufbahn.
Unter Rudi Garcia spielte Raviot zunächst beim Amateurklub AS Corbeil-Essonnes, zwischen 1999 und 2001 spielte er für Amicale de Lucé. Parallel begann er seine Trainerausbildung und war fortan für die Fédération Française de Football tätig. Zunächst kümmerte er sich dabei um den Frauenfußball und später die Juniorennationalmannschaften, ehe er 2010 ins Trainerteam der A-Nationalmannschaft wechselte. Unter Laurent Blanc nahm er an der EM-Endrunde 2012 teil, als die Auswahl im Viertelfinale durch zwei Tore von Xabi Alonso am späteren Titelträger Spanien scheiterte. Anschließend übernahm Didier Deschamps, der eine neue Mannschaft aufbauen wollte. Nach dem erneuten Viertelfinal-Aus bei der WM 2014 zeigte sich bei den folgenden beiden Turnieren der Erfolg: bei der Heim-EM 2016 gelang die Vizeeuropameisterschaft, bei der WM 2018 der Titelgewinn mit Stammtorhüter Hugo Lloris und dem Dauer-Ersatzmann Steve Mandanda.